# Je so' pazzo
Je so' pazzo è un brano musicale del cantautore italiano Pino Daniele. Tratto dall'album Pino Daniele, pubblicato nel febbraio 1979 e nel maggio del 1979 fu pubblicato come singolo, con Putesse essere allero sul lato B del 45 giri.

## Descrizione
Il brano, lanciato al Festivalbar, riscosse un'immediata popolarità e di seguito anche l'album. Con il successo ottenuto iniziò a farsi strada un nuovo genere musicale che lo stesso Daniele definiva Taramblù, termine che indica la commistione fra tarantella, blues e rumba.

## Testo e significato
Il cantautore prende spunto dall'ultimo discorso pubblico di Masaniello, portavoce della collera del popolo napoletano, e si reincarna in un nuovo Masaniello, l’io narrante della canzone, pronto a dar voce ai bisogni e all'irrequietezza di una generazione in tempi e contesti mutati. Con i versi corrosivi rivendica la propria libertà di denunciare e di protestare senza la necessità di mediazioni o giri di parole, giacché si dichiara insano di mente e perciò non perseguibile dall'autorità costituita, a differenza del capopopolo napoletano del Seicento giustiziato dal potere spagnolo. Nel testo sono presenti elementi che richiamano il blues – «la faccia nera l’ho dipinta / per essere notato», «e chi dice che Masaniello / poi negro non sia più bello?» –, il retroterra musicale da cui nascono le sonorità dell’artista nei primi anni della carriera.

## Formazione
- Pino Daniele - voce, chitarra acustica
- Gigi De Rienzo - basso
- Agostino Marangolo - batteria
- Ernesto Vitolo - tastiere
- James Senese - sax tenore
- Rosario Jermano - percussioni

## Altre interpretazioni
- 1995 – Neri per Caso nell'album Le ragazze
- 2016 – Jovanotti nel concerto del 6 gennaio 2007 al Palamaggiò di Caserta[6]
- 2018 – Massimo Lodolo, reperibile su YouTube[7].
- 2022 – Serena Brancale nell'album Je so accussì

## Nel cinema
- 1981, Je so' pazzo è stata utilizzata come "colonna sonora" nella pellicola di Francesco Rosi Tre fratelli.
- 2006, Maradona - La mano de Dios di Marco Risi.
- 2008, Je so' pazzo è stata utilizzata in Romanzo Criminale - La serie come "colonna sonora".
- 2018, è uscito un docufilm con l'omonimo titolo con la regia di Andrea Canova[8].